# Justin Trattou
Justin Trattou (Maywood, 28 agosto 1988) è un giocatore di football americano statunitense che gioca nel ruolo di defensive end per i Tampa Bay Buccaneers della National Football League (NFL). Non selezionato nell'ambito del Draft NFL 2010, fu in seguito ingaggiato dai New York Giants come undrafted free agent. Al college ha giocato a football per l'Università della Florida.

## Carriera universitaria
Dopo aver frequentato la Don Bosco Preparatory High School, Trattou decise di giocare per l'Università della Florida con la cui squadra di football, i Gators, giocò dal 2007 al 2010 sotto la guida del capo-allenatore Urban Meyer. Nella sua stagione da sophomore vinse con i Gators il titolo di campione della Southeastern Conference e soprattutto il titolo di campione NCAA. Nel 2009 aiutò i Gators a vincere il prestigioso Sugar Bowl contro i Cincinnati Bearcats, mentre l'anno seguente fu eletto capitano della squadra e mise a segno un intercetto ritornato in touchdown per 35 yard, oltre a contribuire con un tackle ed un passaggio deviato alla vittoria dei Gators sui Penn State Nittany Lions nell'Outback Bowl. Trattou chiuse la sua esperienza in Florida con un totale di 121 tackle, 8,5 sack, 4 passaggi deviati, 3 intercetti, un fumble forzato e uno recuperato.

### Vittorie e premi

#### Università
- BCS National Championship Game: 1

Florida Gators: 2009
- Sugar Bowl: 1

Florida Gators: 2010
- Outback Bowl: 1

Florida Gators: 2011
- SEC Championship Game: 1

Florida Gators: 2008

#### Individuale
- Fergie Ferguson Award: 1

2010

## Carriera professionistica

### New York Giants
Dopo non esser stato scelto durante il Draft NFL 2010, Trattou firmò come undrafted free agent con i New York Giants il 28 luglio 2011. Tagliato dal roster il 3 settembre, il giorno seguente fu inserito nella squadra di allenamento e continuò a passare dal roster attivo alla squadra di allenamento sino al 26 novembre 2011, data dalla quale rimase stabilmente nel roster sino alla fine della stagione, culminata con la vittoria al Super Bowl XLVI. Trattou chiuse la stagione con 1 tackle assistito messo a segno in 6 gare. Nel 2012, infortunatosi durante il training camp estivo, fu costretto a saltare tutta la stagione agonistica e fu inserito nella lista degli infortunati dai Giants. Reinserito in squadra il 7 marzo 2013, riuscì a strappare un posto nel roster per la stagione 2013 durante la quale prese parte a tutti i primi 5 incontri disputati dai Giants, giocando negli special team e mettendo a segno 3 tackle solitari.

### Minnesota Vikings
Il 9 ottobre firmò con i Vikings che lo inserirono nei 53 a roster, per poi svincolarlo il 26 ottobre. Ma dopo soli 3 giorni fu reintegrato nel roster dei 53 attivi prendendo il posto lasciato libero dallo svincolato Chase Ford, prima di essere nuovamente svincolato il 2 novembre ed inserito nella squadra di allenamento il 4 novembre.

### Tampa Bay Buccaneers
Nel 2016 Trattou firmò con i Tampa Bay Buccaneers.

## Palmarès

### Franchigia
- Super Bowl : 1

New York Giants: XLVI
- National Football Conference Championship: 1

New York Giants: 2011

## Statistiche
| Partite totali      | 11 |
| Partite da titolare | 0  |
| Tackle              | 4  |
| Sack                | 0  |

Statistiche aggiornate alla settimana 10 della stagione 2013